# 1105
1105 (MCV) var ett normalår som började en söndag i den julianska kalendern.

## Händelser

### November
- 18 november – Silvester IV utses till motpåve.

### Okänt datum
- Filip efterträder Inge den äldre som kung av Sverige vid dennes död.
- Katedralen i Angoulême börjar byggas. Se Konstens historia: Frankrike.
- I hammadiddynastin efterträds al-Mansur ibn Nasir av Badis ibn Mansur som senare samma år efterföljs av Abd al-Aziz ibn Mansur.

## Födda
- Malmfrid av Kiev, drottning av Norge 1116–1130, gift med Sigurd Jorsalafarare, och av Danmark 1134–1137, gift med Erik Emune (född omkring detta år)
- Mathilda, regerande grevinna av Boulogne 1125–1151 och drottning av England 1135–1152 (gift med Stefan av Blois) (född omkring detta år)
- Melisende av Jerusalem, regerande drottning av Jerusalem.

## Avlidna
- Inge den äldre, kung av Sverige sedan 1080
- Fredrik I, hertig av Schwaben sedan 1079